# Atletismo nos Jogos Pan-Americanos de 1983 - 1500 m masculino
A prova dos 1500 m masculino nos Jogos Pan-Americanos de 1983 foi realizada em Havana, Cuba.

## Medalhistas
| Ouro                         | Prata                            | Bronze                          |
| Agberto Guimarães BRA Brasil | Ross Donoghue USA Estados Unidos | Chuck Aragon USA Estados Unidos |

## Resultados
| Posição           | Nome              | Nacionalidade      | Tempo   | Notas |
| ----------------- | ----------------- | ------------------ | ------- | ----- |
| Medalha de ouro   | Agberto Guimarães | BRA Brasil         | 3:42.91 |       |
| Medalha de prata  | Ross Donoghue     | USA Estados Unidos | 3:43.09 |       |
| Medalha de bronze | Chuck Aragon      | USA Estados Unidos | 3:44.57 |       |
| 4                 | Eduardo Castro    | MEX México         | 3:44.76 |       |
| 5                 | Omar Ortega       | ARG Argentina      | 3:47.03 |       |
| 6                 | Pedro Cáceres     | ARG Argentina      | 3:48.59 |       |
| 7                 | Ricardo Vera      | URU Uruguai        | 3:48.64 |       |
| 8                 | Philippe Lahuerte | CAN Canadá         | 3:50.76 |       |